# Ташкентская улица (Санкт-Петербург)
Ташке́нтская улица — улица в Московском районе Санкт-Петербурга. Проходит от Московского проспекта до Варшавской линии железной дороги.

## История
Первоначальное название Старообрядческая улица (на участке от Московского проспекта до Митрофаньевского шоссе) присвоено 16 апреля 1887 года, связано с тем, что «ведёт к Громовскому старообрядческому кладбищу». 27 февраля 1941 года переименована в Ташкентскую улицу по городу Ташкенту, в ряду улиц, наименованных по столицам союзных республик СССР.
7 декабря 2006 года участку улицы между бывшей Варшавской и Балтийской линиями железной дороги было возвращено историческое название Старообрядческая улица. Часть улицы от Московского проспекта до Варшавской линии осталась Ташкентской улицей.
Ташкентскую и Старообрядческую улицы разделяла Варшавская железнодорожная линия. Для соединения обеих улиц в створе Детского переулка существовал Ташкентский путепровод. В ночь на 15 мая 2020 года путепровод был снесён, его заменил вновь созданный проезд по земле в 250 м к югу.

## Достопримечательности
- Московские Триумфальные ворота на площади Московские Ворота близ начала улицы  памятник архитектуры (федеральный)
- Сквер на площади близ начала Ташкентской улицы, созданный к 300-летию Санкт-Петербурга. В сквере находится памятный знак «Московская застава» (открыт 24 мая 2003 года, архитектор В. М. Ривлин, скульптор Я. Я. Нейман)[4]
- Исторический верстовой столб на углу Ташкентской улицы и Московского проспекта (1772—1775 годы, архитектор Антонио Ринальди)  памятник архитектуры (федеральный)
- Комплекс зданий бывшей Бактериологической лаборатории при Ветеринарном управлении Министерства внутренних дел (1905—1910, архитектор А. К. Монтаг) в стиле модерн на углу Ташкентской улицы и Московского проспекта  памятник архитектуры (вновь выявленный объект)[5]

## Галерея

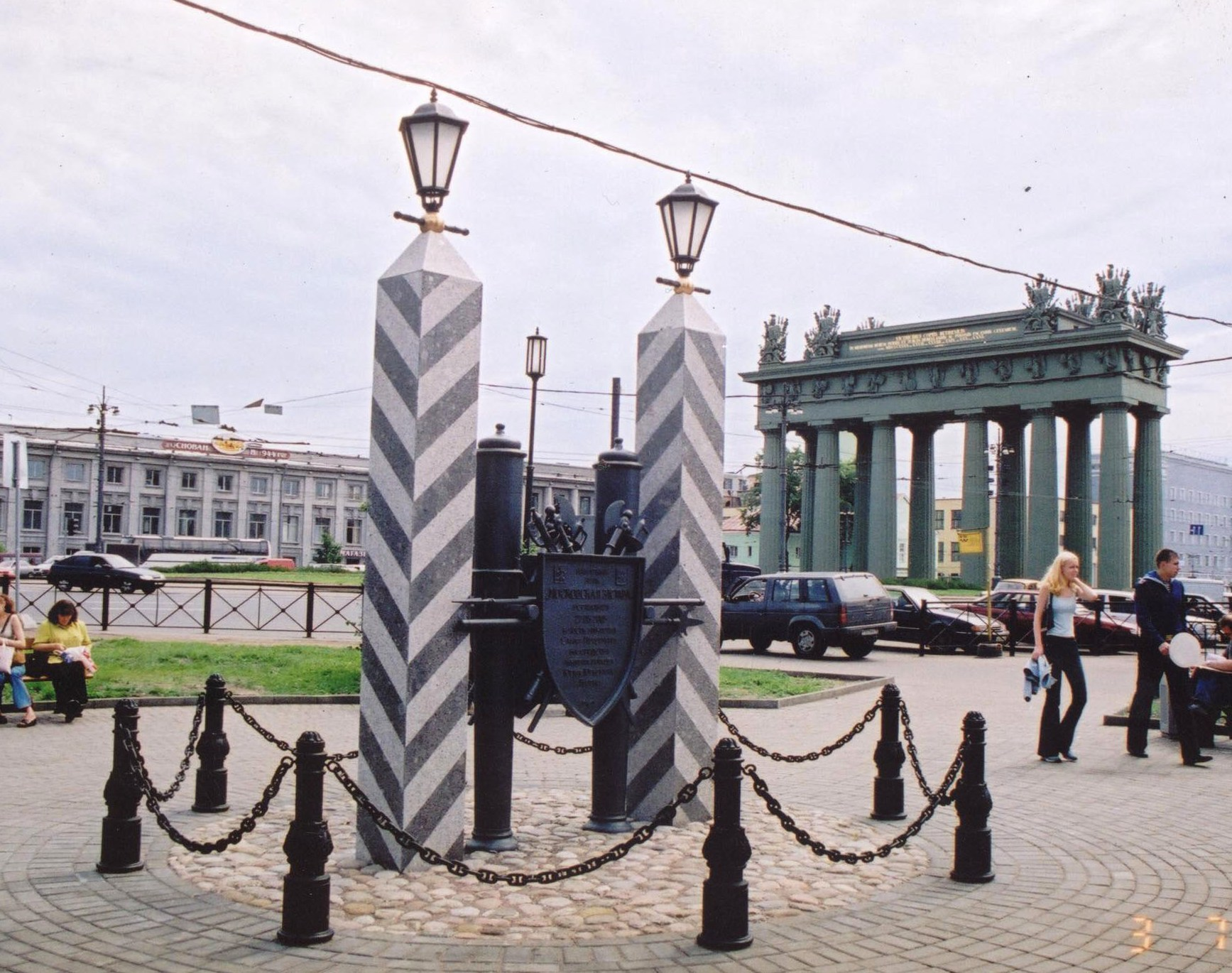
Памятный знак «Московская застава» и Московские Триумфальные ворота
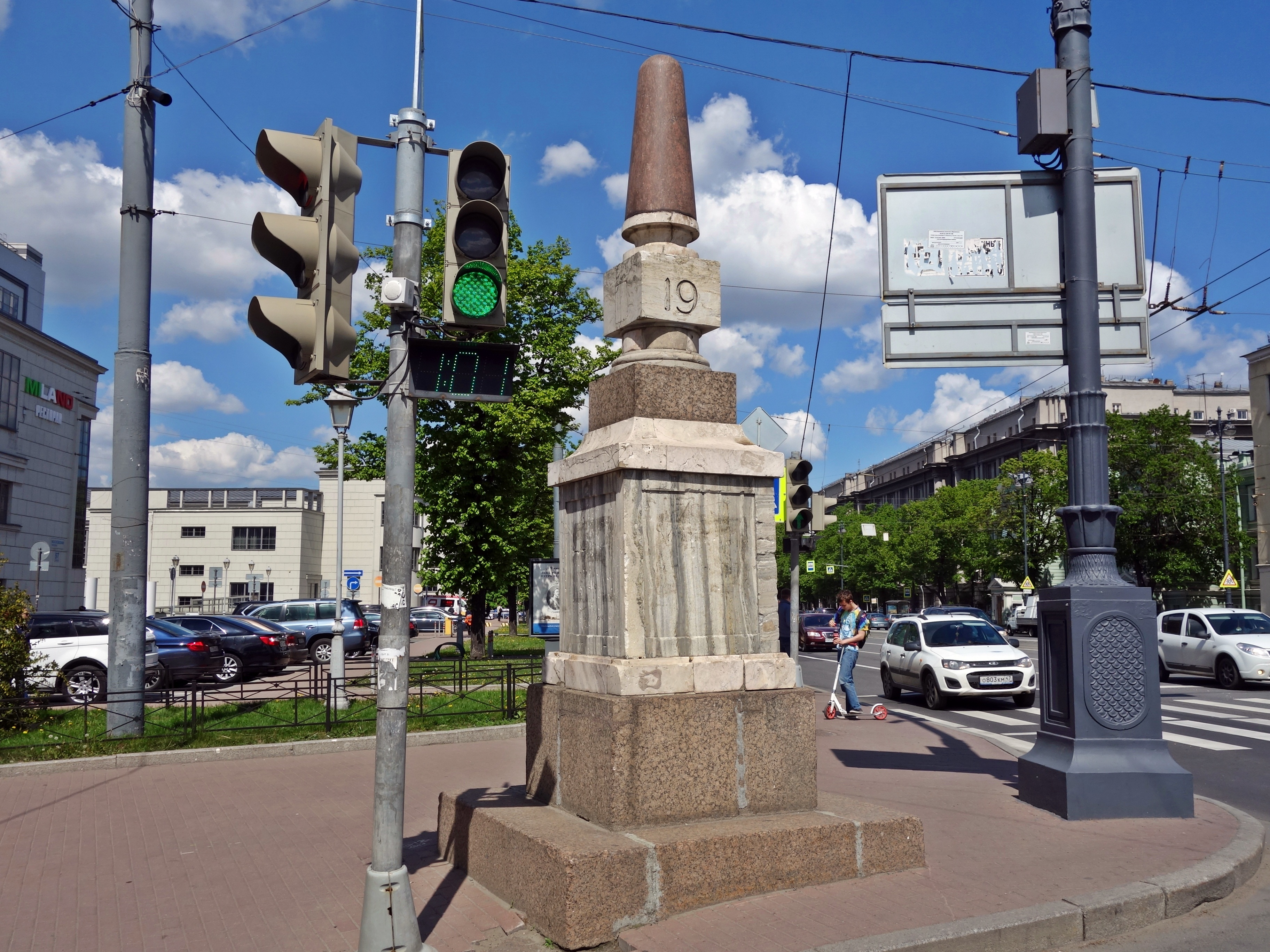
Верстовой столб
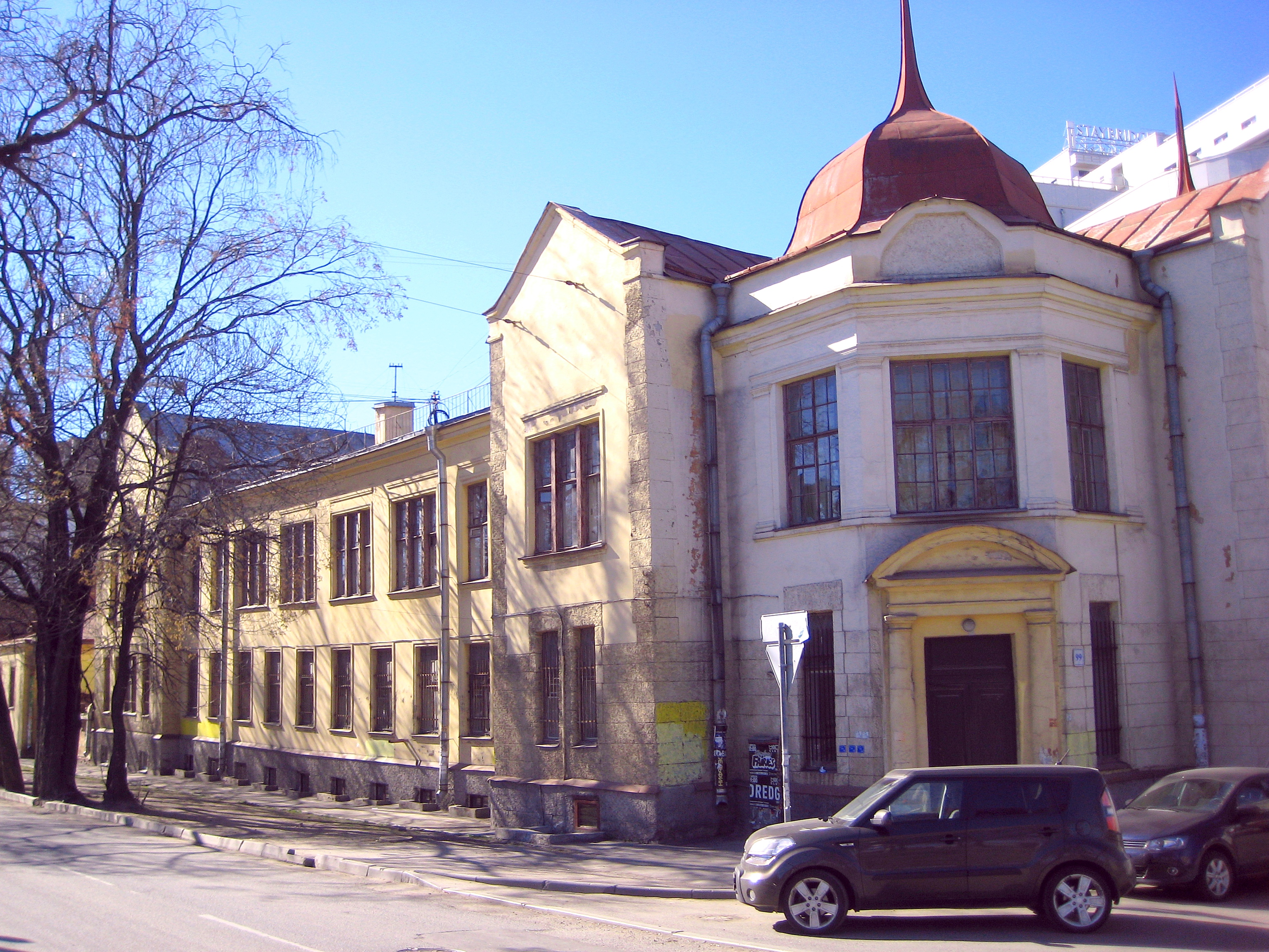
Главное здание Бактериологической лаборатории